# Poklon
Poklon ili dar je predmet darivanja bez očekivanja ili naknade te bez ili s namjerom u svečanim prilikama kao što su praznici, blagdani, primanje vjerskih sakramenta ili neka druga slavlja. 
Poklon, odnosno dar, može biti neki predmet, novac, komad odjeće i obuće ili neki »mali znak pažnje« kao što je slatkiš. Poklanjanje, odnosno darivanje, može biti izraz ljubavi, prijateljstva, zahvalnosti, solidarnosti ili pružanja uzajamne pomoći.

## Prigode darivanja
- vjerski blagdani (Božić, Uskrs, Sveti Nikola, Sveta Lucija itd.)
- praznici (1. svibnja, državni praznici)
- primanje sakramenata (vjenčanje, krštenje, krizma, prva pričest)
- rođenje djeteta
- sprovodi (karmine)
- godišnjica braka ili veze
- rođendani, imendani
- za Majčin dan, Očev dan, materice, očiće, Valentinovo
- kao oblik čestitanja za postizanje određena uspjeha (polaganje mature, primanje diplome, zaposlenje)
- tzv. uredski pokloni („poslovna darivanja”), za godišnjice rada, promaknuće ili umirovljenje

## Dar i poklon
U hrvatskom jeziku dar i poklon imaju isto značenje ako označavaju predmet darivanja. Imenica poklon u razgovornom jeziku označava dar, ali izvan tog značenja označava i naklon, maniru iskazivanja poštovanja, najčešće sagibanjem tijela (nakloniti se publici). Iz tog značenja proizašle su riječi poklonstvo i poklonik, koje su također vezane uz iskazivanje poštovanja.
Imenica poklon mlađa je u hrvatskom jeziku, ali se svejedno može pronaći u djelima starijih hrvatskih pisaca, poput u Gundulićevom  Osmanu. 
Imenica dar potječe još iz praslavenskog jezika i mnogo je starija u hrvatskom jeziku, a pripada istoj porodici kao i glagol dati. Dar je ono što se daje, ono što je dano (darovano). U tom smislu razlikuju se dva značenja imenice dar: ono što je netko nekom dao, odnosno poklon, ali i ono što je nekom dano, talent, nadarenost, pa i sposobnost (tako se kaže imati dara za pisanje kada se želi označiti nečija nadarenost za pisanjem; dar se koristi i u izrazu izgubiti dar govora, gdje se označava tjelesna mana osobe).

## Vanjske poveznice
|  | Wječnik ima rječničku natuknicu dar       |
|  | Wikicitati imaju zbirke citata o temi dar |

|  | Wječnik ima rječničku natuknicu poklon |